# Acartia tsuensis
Acartia tsuensis is een eenoogkreeftjessoort uit de familie van de Acartiidae. De wetenschappelijke naam van de soort is voor het eerst geldig gepubliceerd in 1956 door Ito.